# مگس‌های الیاف
مگس‌های الیاف (نام علمی: Strongylophthalmyiidae) نام یک تیره از فروراسته مگس‌خانگی‌ریختان است.
بسیاری از گونه‌های این تیره در میان الیاف خشک درخت‌ها و بافت‌های آبکش آوندی درختان دیده می‌شوند.